# Howard William Kennard

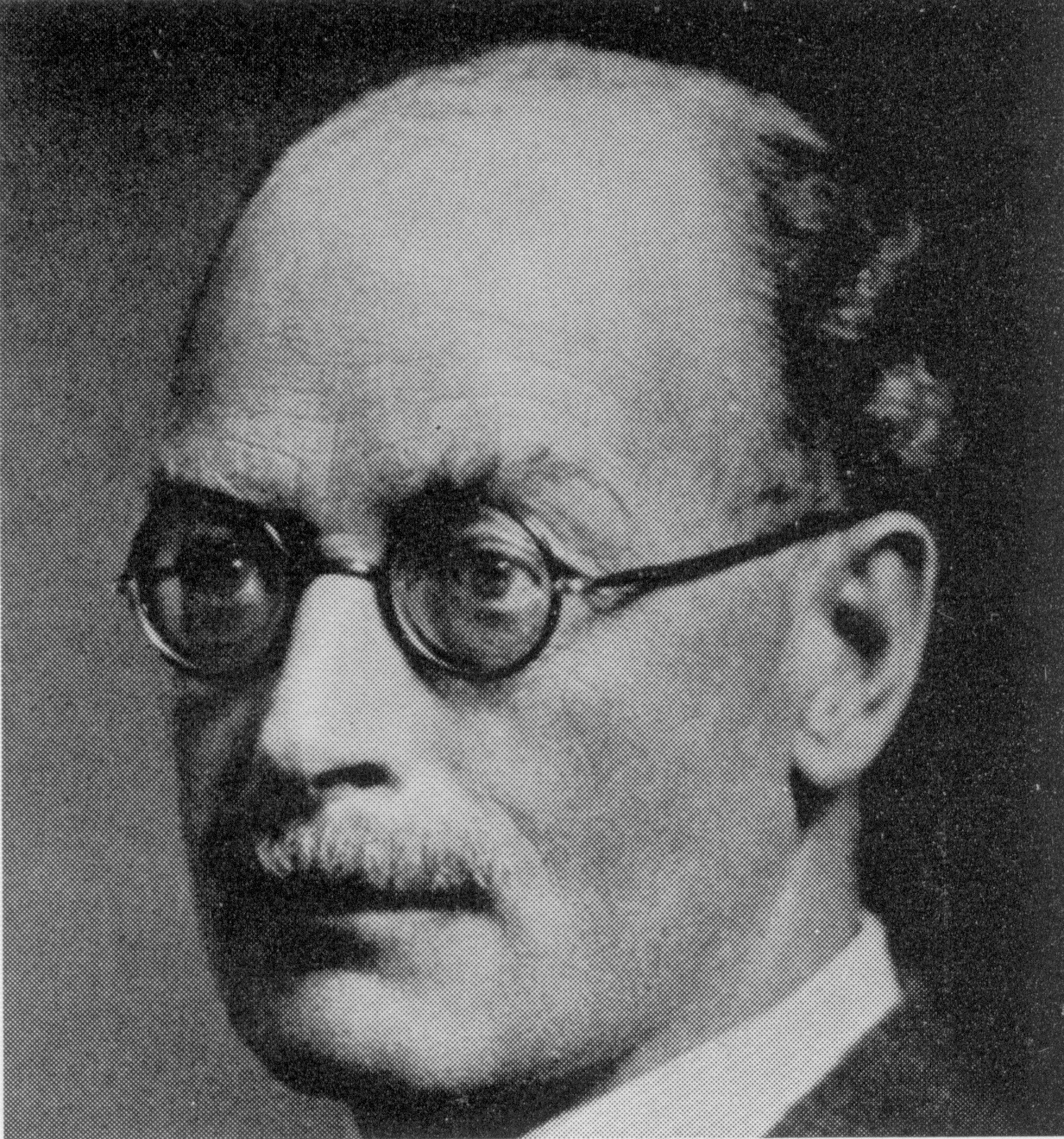
Sir Howard William Kennard

Sir Howard William Kennard, GCMG, CVO (* 23. März (nach anderen Angaben: 22. März) 1878 in Brighton, Sussex, England; † 12. November 1955 in Bath, Somerset, England) war ein britischer Diplomat, der unter anderem zwischen 1925 und 1929 Gesandter im Königreich der Serben, Kroaten und Slowenen, von 1929 bis 1931 Gesandter in Schweden sowie zwischen 1931 und 1935 Gesandter in der Schweiz war. 1935 wurde er Botschafter in Polen und bekleidete diesen Posten auch nach dem deutschen Überfall auf Polen 1939 und dem damit verbundenen Beginn des Zweiten Weltkrieges bis 1941.

## Leben

### Beginn der diplomatischen Laufbahn
Howard William Kennard war der Sohn des Landbesitzers Arthur Challis Kennard sowie dessen aus Irland stammenden Ehefrau Ann Homan Mulock und wuchs am Londoner Eaton Place im Stadtteil Belgravia auf. Er besuchte zwischen 1891 und 1896 das renommierte Eton College und trat am 26. August 1901 als Attaché in den diplomatischen Dienst (HM Foreign Service) des Außenministeriums (Foreign Office) und übernahm zahlreiche Funktionen im Laufe seiner beruflichen Laufbahn. Im April 1902 wurde er als Attaché zur Botschaft im Königreich Italien versetzt, wo im August 1903 seine Beförderung zum Dritten Sekretär erfolgte. Er wurde im Dezember 1904 an die Gesandtschaft in Persien nach Teheran versetzt und hatte bereits im Juli 1905 eine Zulage für seine Kenntnisse der persischen Sprache erhalten. Im Mai 1907 kehrte er ins Außenministerium zurück und am 1. Juli 1907 zum Zweiten Sekretär (Second Secretary) befördert. Bereits im Oktober 1907 wurde er als Zweiter Sekretär an die Botschaft in den USA nach Washington, D.C. versetzt.
Nachdem Kennard 1911 für eine kurze Zeit als Geschäftsträger der Gesandtschaft in Kuba fungierte, wurde er im August 1911 nach Tanger versetzt, damals ein wichtiger Posten angesichts der Rivalität zwischen dem Deutschen Kaiserreich und den Mächten der Triple Entente um die Kontrolle über Nordafrika und seine Atlantikhäfen. 1912 legte er eine Prüfung in Arabisch ab und wurde am 21. Juli 1914 zum Ersten Sekretär (First Secretary) befördert. Nachdem er von Juli 1916 bis Juni 1919 wieder im Foreign Office in London Verwendung gefunden hatte, kehrte er zwischen Juni 1919 und Mai 1925 als Botschaftsrat an die Botschaft im Königreich Italien zurück. Für seine Verdienste wurde er am 1. Januar 1923 zum Companion des Order of St Michael and St George (CMG) sowie am 18. Mai 1923 auch zum Commander des Royal Victorian Order (CVO) ernannt.

### Gesandter in Jugoslawien, Schweden und der Schweiz

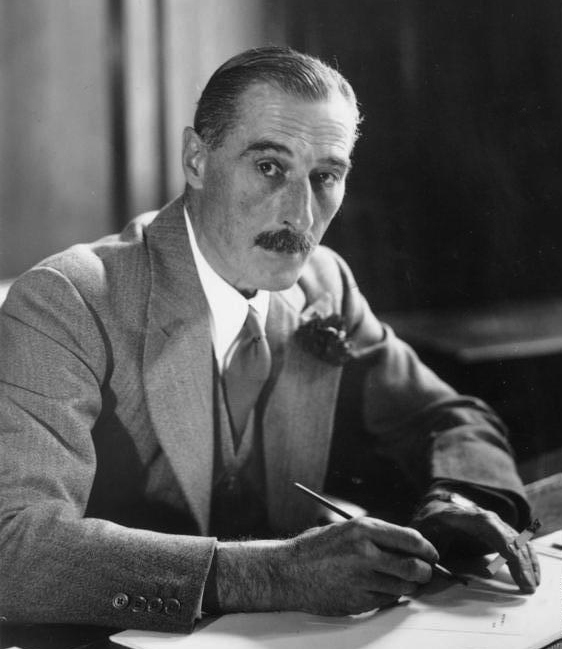
Nevile Henderson, der 1929 Kennards Nachfolger als Gesandter im Königreich der Serben, Kroaten und Slowenen wurde.

1925 wurde Howard Kennard erstmals nach Osteuropa versetzt als er am 25. Mai 1925 als Nachfolger von Sir Alban Young, 9. Baronet zum Gesandten im Königreich der Serben, Kroaten und Slowenen, dem späteren Königreich Jugoslawien, ernannt wurde. Er verblieb auf diesem Posten bis September 1929, woraufhin Nevile Henderson seine dortige Nachfolge antrat. In den Jahren nach den Verhandlungen und Friedensabkommen, die den Ersten Weltkrieg beendeten, beschränkte sich die Rolle der britischen Vertreter meist darauf, ihre Regierung über die komplexen Rivalitäten in der Region zu informieren. Der offensichtliche Mangel an britischem Einfluss und Interesse an der Region gab britischen Vertretern vor Ort Raum für persönliche Initiativen, um alle Türen offen zu halten. Am 1. März 1929 wurde er zum Knight Commander des Order of St Michael and St George (KCMG) geschlagen, so dass er fortan das Prädikat „Sir“ führte.
Nach seiner Abberufung aus Belgrad wurde Sir Howard William Kennard als Nachfolger von Sir Tudor Vaughan am 15. September 1929 Gesandter im Königreich Schweden. Er bekleidete diese Funktion bis April 1931 und wurde im Anschluss von Sir Archibald Clark Kerr abgelöst. Er selbst wurde im Anschluss am 30. April 1931 Nachfolger von Claud Russell Gesandter in der Schweiz und hatte dieses Amt bis Januar 1935 inne, woraufhin Sir George Redston Warner seine dortige Nachfolge antrat. In dieser Funktion unterzeichnete er am 10. November 1932 für die Regierung des Vereinigten Königreichs von Großbritannien und Nordirland den Abschluss eines Abkommens mit der Schweiz, der über die gegenseitige Freistellung von der Besteuerung in bestimmten Fällen von Gewinnen oder Einkünfte, die durch eine Agentur und durch diese entstehen sowie zur Erleichterung des Abschlusses von Allgemeine Vereinbarungen zur Vermeidung von Doppel-Besteuerungen.

### Botschafter in Polen und der Beginn des Zweiten Weltkrieges

#### Die Zeit zwischen 1935 und 1938
Am 7. Januar 1935 löste Sir Howard Kennard schließlich Sir William Erskine als Botschafter in Polen ab und verblieb auf diesem Posten bis zu seiner Ablösung durch Sir Cecil Dormer 1941.
Einmal mehr bestand seine Rolle darin, den britischen Einfluss aufrechtzuerhalten, ohne Verpflichtungen einzugehen. Polen galt als französische Interessensphäre. Als Kennard am 14. Januar 1935 sein Beglaubigungsschreiben überreichte, sahen er und das Außenministerium seine Aufgabe darin, zu verhindern, dass die Polen die europäische Stabilität untergruben, indem sie sich in unnötige Konflikte mit der Sowjetunion, Litauen, aber vor allem mit dem Deutschen Reich einließen. Die Unterzeichnung des Deutsch-Polnischen Nichtangriffspaktes am 26. Januar 1934 kündigte eine neue Ära der Zusammenarbeit zwischen den bis dahin getrennten Unterzeichnern an. Die Frage des polnischen Korridors und die anhaltende Rivalität um die Stadt Danzig widersprachen jedoch diesen optimistischen Hoffnungen. Kennard sollte Großbritanniens mäßigenden Einfluss in Polen aufrechterhalten. Dies tat er mit Konsequenz und Hartnäckigkeit. Wenn er manchmal zu versagen schien, lag die Schuld nicht bei ihm. Sein Einfluss im Außenministerium und beim außenpolitischen Ausschuss des Kabinetts und bei Premierminister Neville Chamberlain war unbedeutend. Großbritanniens Engagement für die Appeasement-Politik genannte Beschwichtigung Deutschlands ließ wenig Spielraum für seine feineren Argumente, die darauf hindeuteten, dass Polen lediglich Sicherheit für seine Grenzen suchte. Seine warnenden und ausnahmslos gut informierten Berichte wurden an den Rand gedrängt, weil sich die Abteilungsleiter im Auswärtigen Amt sowie der Premierminister lieber an Nevile Henderson, dem nunmehrigen Botschafter im Deutschen Reich, orientierten. Ihm fiel es schwer, dem Kabinett einen polnischen Standpunkt zu Konflikten in Osteuropa vorzutragen. Kennards Mitteilungen zirkulierten im Foreign Office, während Henderson direkt mit Chamberlain kommunizierte. Das Ergebnis war, dass die Kabinettsdiskussionen von den Gebietsansprüchen Deutschlands im Osten und der deutschen Begründung dafür ausgingen. Am 9. Juni 1938 wurde er zum Knight Grand Cross des Order of St Michael and St George (GCMG) erhoben.

#### Das Münchner Abkommen vom 29. September 1938 und der Beginn des Zweiten Weltkrieges

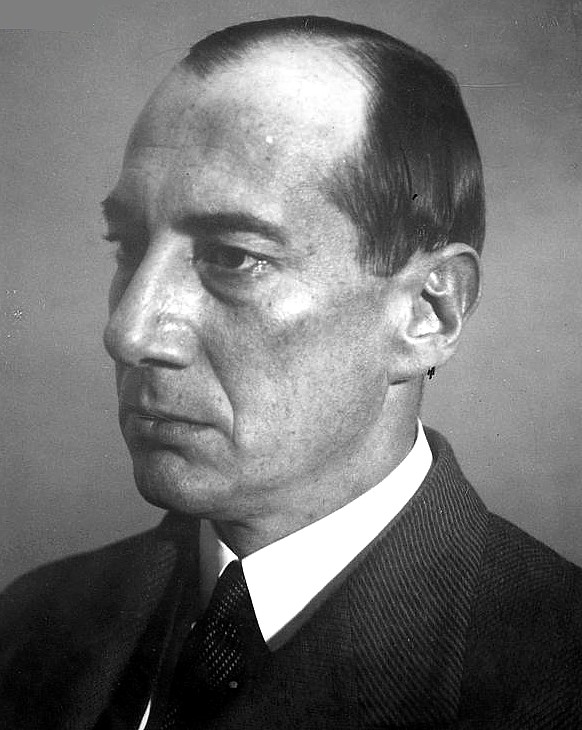
Nach anfänglichen Schwierigkeiten hatte Botschafter Kennard zu Beginn des Zweiten Weltkrieges größeren Einfluss auf den polnischen Außenminister Józef Beck.

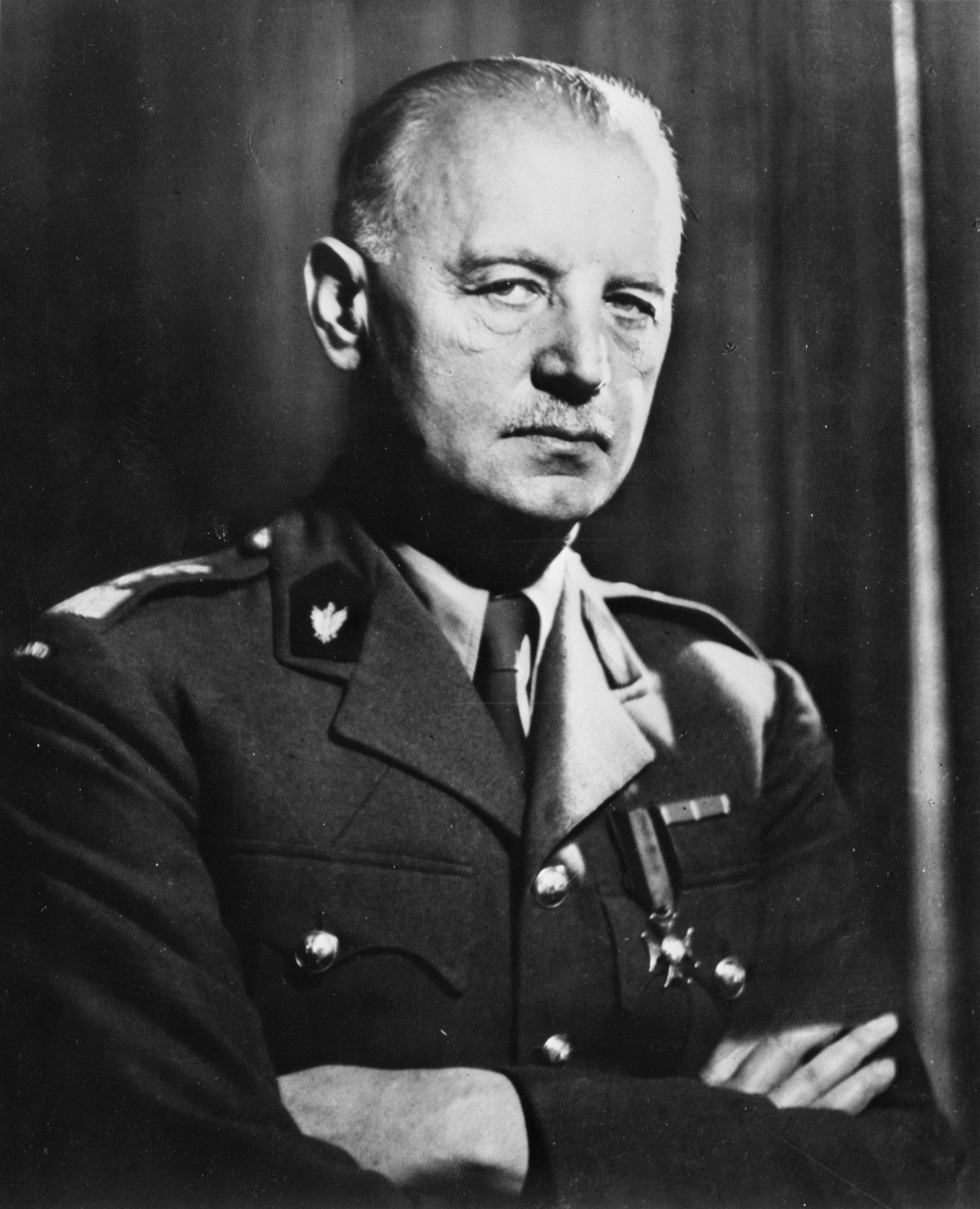
General Władysław Sikorski, Ministerpräsident der polnischen Exilregierung.

Kennards Tiefpunkt kam nach dem Münchner Abkommen vom 29. September 1938, als polnische Truppen tschechoslowakisches Gebiet besetzten und den Bezirk Teschen eroberten. Die Zeitungen berichteten über die Ablehnung von Kennards Bitte um Mäßigung durch den polnischen Außenminister Oberst Józef Beck. Unbeirrt von dieser kalkulierten Kränkung setzte Kennard im Außenministerium durch, Polen nicht abzuschreiben. In polnischen herrschenden Kreisen spürte er Anzeichen von Besorgnis und versuchte in den folgenden Monaten, die polnischen Militärherrscher vom Wohlwollen Großbritanniens zu überzeugen. Am 21. März 1939 war die britische Regierung an dem Punkt angelangt, über die Zweckmäßigkeit der Schaffung einer Ostfront gegen Deutschland zu diskutieren. Polen wurde zum Schlüsselelement dieses Vorschlags. Kennard hat hart daran gearbeitet, dieser anfänglich vagen Idee Substanz zu verleihen. Im Laufe der folgenden Verhandlungen hatten die Polen ihre eigenen Vorstellungen und waren häufig ihre eigenen schlimmsten Feinde. Bis Mai 1939 wurden alle Entscheidungen über die Frage einer Ostfront verschoben, bis eine Entscheidung darüber getroffen wurde, ob sowjetische Unterstützung gesucht werden sollte. Die Unterzeichnung eines polnisch-britischen Abkommens über gegenseitige Unterstützung am 25. August 1939 war größtenteils Kennards beharrlichen Bemühungen zu verdanken. Gegen den Widerstand des Board of Treasury, des britischen Finanzministeriums, gelang es ihm auch, Kredite für die Polen zu sichern.
Man könnte argumentieren, dass das britische Engagement für Polen zum Zeitpunkt des Kriegsausbruchs von geringer militärischer Bedeutung war. Es bildete dennoch die Grundlage für zukünftige Abkommen zwischen der britischen Regierung und der polnischen Exilregierung, die am 26. September 1939 in Paris zustande kamen. Mit dem gleichen Grad an Pragmatismus, den er während seines gesamten Aufenthalts in Polen an den Tag legte, riet Kennard am 25. September 1939 dem Außenministerium zur Anerkennung dieser Regierung zu unterstützen und die Bereitschaft der Polen, weiter im Westen zu kämpfen, voll auszuschöpfen. Ungeachtet des Versäumnisses Großbritanniens, die Polen zu unterstützen, respektierten sie Kennard, schätzten seine Bemühungen und betrachteten ihn allmählich als einen Verfechter ihrer Sache. Die Tatsache, dass Kennard erkannte, wie wichtig es war, die britische Politik getrennt von den französischen Intrigen in der polnischen Hauptstadt zu präsentieren, ermöglichte ihm ein größeres Maß an Einfluss auf Oberst Beck, als es der Mangel an britischer Unterstützung für Polen rechtfertigte.
Kennard verließ Warschau am 5. September 1939, um die polnische Regierung beim Abzug aus Warschau zu begleiten. In Begleitung seiner Frau folgte er der Regierung nach Rumänien, wo er interniert wurde. Sein Bericht an das Foreign Office aus Bukarest gab einen Bericht aus erster Hand über die wahllose Bombardierung ziviler Ziele durch die Deutschen. Das Außenministerium erschrak zunächst angesichts der politischen Implikationen eines solch schockierenden Berichts, gab aber schließlich seinen Inhalt an die Presse weiter. Am 15. Oktober 1939 trat Kennard seinen Botschafterposten bei neu gebildeten polnischen Exilregierung unter Führung von Ministerpräsident General Władysław Sikorski in Frankreich an. Er kehrte im Juni 1940 nach London zurück und ging 1941 in den Ruhestand.
Im Anschluss ließ er sich in Bath nieder, wo er am 12. November 1955 in seinem Haus, 20 The Circus, starb. Aus seiner 1908 geschlossenen Ehe mit der US-Amerikanerin Harriet Norris († 1950), die er während seiner Tätigkeit in den USA 1907 in New York City kennengelernt hatte, ging der Sohn Arthur Norris Kennard hervor. Bei seinem Tode hinterließ er ein Vermögen von 57.191 Pfund Sterling.

## Hintergrundliteratur
- J. Komarnicki: Diariusz i teki Jana Szembeka, 1964
- P. Starzeński: Trzy lata z Beckiem, 199
- Anita J. Prazmowska: Britain and Poland, 1939–1943. Te betrayed ally, 1995